# Tieling
Tieling är en stad på prefekturnivå i Liaoning-provinsen i nordöstra Kina.

## Administrativ indelning
Tieling indelas i två stadsdistrikt, två städer på häradsnivå och tre härad:
| Karta | Karta               | Karta     | Karta            | Karta                    | Karta     | Karta                      |
| ----- | ------------------- | --------- | ---------------- | ------------------------ | --------- | -------------------------- |
|       |                     |           |                  |                          |           |                            |
| Nr    | Namn                | Kinesiska | Pinyin           | Befolkning (2003 uppsk.) | Yta (km²) | Befolknings- täthet (/km²) |
| 1     | Yinzhou-distriktet  | 银州区    | Yínzhōu qū       | 340 000                  | 203       | 1 675                      |
| 2     | Qinghe-distriktet   | 清河区    | Qīnghé qū        | 100 000                  | 423       | 236                        |
| 3     | Staden Diaobingshan | 调兵山市  | Diàobīngshān shì | 240 000                  | 263       | 913                        |
| 4     | Staden Kaiyuan      | 开原市    | Kāiyuán shì      | 580 000                  | 2 825     | 205                        |
| 5     | Häradet Tieling     | 铁岭县    | Tiělǐng xiàn     | 380 000                  | 2 231     | 170                        |
| 6     | Häradet Xifeng      | 西丰县    | Xīfēng xiàn      | 350 000                  | 2 699     | 130                        |
| 7     | Häradet Changtu     | 昌图县    | Chāngtú xiàn     | 1 030 000                | 4 322     | 238                        |